# بطولة أوروبا لكرة اليد للرجال 1996
أقيمت بطولة أوروبا لكرة اليد للرجال 1996 في مدينتي ثيوداد ريال وسيفييا في إسبانيا خلال الفترة من 24 مايو إلى 2 يونيو في عام 1996.